# ポール・セロー
ポール・エドワード・セロー（Paul Edward Theroux [θəˈruː], 1941年4月10日 - ）は、アメリカ合衆国の小説家、紀行作家、エッセイスト。ポール・セルーの表記もある。
息子に作家のマーセル・セロー、TVドキュメンタリー製作者のルイス・セロー。甥に俳優のジャスティン・セロー。

## 経歴
マサチューセッツ州メドフォード出身。メイン大学、マサチューセッツ大学、シラキュース大学大学院を卒業。
1963年、良心的反戦主義者として平和部隊に入り、1960年代から1970年代にかけて東アフリカとシンガポールで英語を教える教員生活を送ったのち、作家として独立。小説、旅行記、エッセイ集など多くの作品を著す。
作品に、映画化された『モスキート・コースト』『ハーフムーン・ストリート』のほか、旅行記『鉄道大バザール』『おんぼろパタゴニア急行』『中国鉄道大旅行』『ポール・セローの大地中海旅行』、小説『ワールズ・エンド』『わが家の武器庫』『O=ゾーン』『ドクター・ディマーか』『九龍塘の恋』など。
2015年には、旅行作家としての著作が地理的知識の普及に貢献したとして、王立地理学会から金メダル（パトロンズ・メダル）を贈られた。

### 日本語訳された作品
- 『鉄道大バザール』（阿川弘之訳、講談社） 1977年、のち講談社文庫、講談社文芸文庫
- 『ふしぎなクリスマス・カード』（阿川弘之訳、ジョン・ロレンス絵、講談社） 1979年
- 『ブルートレイン長崎行』（阿川弘之訳、講談社） 1979年
- 『古きパタゴニアの急行列車 中米編』（阿川弘之訳、講談社） 1984年
- 『ワールズ・エンド（世界の果て）』（村上春樹訳、文藝春秋） 1987年、のち中央公論新社から「村上春樹翻訳ライブラリー」として再刊
- 『モスキート・コースト』（中野圭二, 村松潔訳、文藝春秋） 1987年
- 『ハーフムーン・ストリート』（村松潔訳、文藝春秋） 1988年
- 『古きアフガニスタンの思い出』（別宮貞徳, 月村澄枝 共訳、心交社） 1988年
- 『わが家の武器庫』（喜志哲雄, 若島正訳、講談社） 1988年
- 『男について』（セローほか著、井上一馬訳、文藝春秋） 1990年
- 『O＝ゾーン』上・下（村松潔訳、文藝春秋） 1991年
- 『パタゴニアふたたび』（ブルース・チャトウィン共著、池田栄一訳、白水社） 1993年
- 『ドクター・ディマー』（斉藤健一訳、福武書店） 1992年
- 『中国鉄道大旅行』（中野恵津子訳、文藝春秋） 1994年
- 『わが秘めたる人生』（小川高義訳、文藝春秋） 1995年
- 『写真の館』（村松潔訳、文藝春秋） 1995年
- 『九龍塘の恋』（中野恵津子訳、文藝春秋） 1997年
- 『ポール・セローの大地中海旅行』（中野恵津子訳、NTT出版、気球の本 : Around the world library） 1998年
- 『ゴースト・トレインは東の星へ』（西田英恵訳、講談社） 2011年
- 『ダーク・スター・サファリ：カイロからケープタウンへ、アフリカ縦断の旅』（北田絵里子, 下村純子訳、英治出版） 2012年